# Nippononeta cheunghensis
Nippononeta cheunghensis là một loài nhện trong họ Linyphiidae.
Loài này thuộc chi Nippononeta. Nippononeta cheunghensis được Kap Yong Paik miêu tả năm 1978.